# Morris Kirksey
Morris Kirksey (Estados Unidos, 13 de septiembre de 1895-25 de noviembre de 1981) fue un atleta estadounidense, especialista en la prueba de 100 m en la que llegó a ser subcampeón olímpico en 1920.

## Carrera deportiva
En los JJ. OO. de Amberes 1920 ganó la medalla de plata en los 100 metros, empleando un tiempo de 10.8 segundos, llegando a meta tras su compatriota Charles Paddock que con 10.6 s batió el récord olímpico, y por delante del británico Harry Edward (bronce con 11.0 segundos).